# Nonnensteinschmätzer
Der Nonnensteinschmätzer (Oenanthe pleschanka), auch Nonnen-Steinschmätzer, ist ein in Asien bis Südosteuropa verbreiteter Vertreter aus der Familie der Fliegenschnäpper.

## Aussehen
Der Nonnensteinschmätzer ist graziler und geringfügig kleiner als der Steinschmätzer. Er ist kurzbeiniger mit kürzeren Flügeln und einem längeren Schwanz. Männchen im Prachtkleid sind schwarz-weiß gefärbt. Stirn, Oberkopf, Nacken, Hinterrücken, Bürzel, Brust, Ober- und Unterschwanz sind weiß, während ein schmaler Stirnstreif, Zügel, Halsseiten, Rücken, Schultern und die Flügel ober- sowie unterseits schwarz sind.
Im Schlichtkleid dagegen ist bei Männchen der Oberkopf und Nacken graubraun gefärbt, wobei das Weiß der Federbasen durchschimmern kann. Vorderrücken- und Schulterfedern sind hellbraun, helle Partien der Unterseite sind rahmfarben bis grau-gelblich. Zwischen den dunklen Wangen und dem Oberkopf ist eine gelblich- bis bräunlichweiße Umrandung zu erkennen, vor allem als Überaugenstreif, aber auch am Unterrand der Stirn.
Weibchen sind dem Mittelmeer-Steinschmätzer sehr ähnlich und nicht immer sicher zu unterscheiden. Allerdings ist ihre Gesamttönung der Oberseite düster erdbraun, während im Herbstgefieder deutlichere helle Ränder an Vorderrücken-, Schultern- und Rückenfedern zu erkennen sind. Die Kehle ist dabei grau oder graubräunlich. Im Frühjahr und Sommer ist diese dunkler, als Kontrast zum Mittelmeer-Steinschmätzer, bei welchem die Kehle entweder weiß oder deutlich abgesetzt schwärzlich ist.

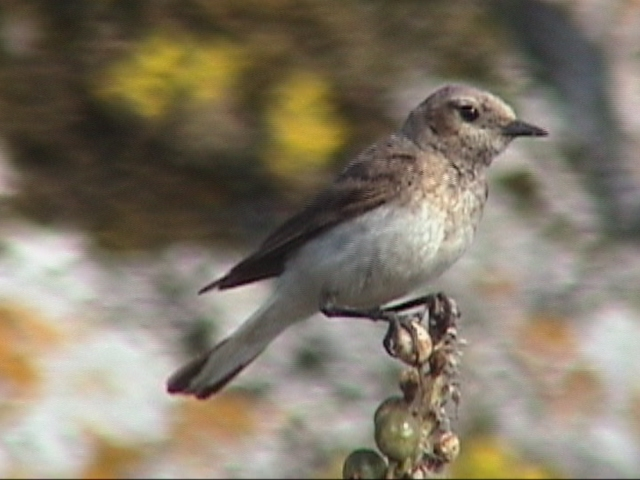
Nonnensteinschmätzer-Weibchen in Bulgarien

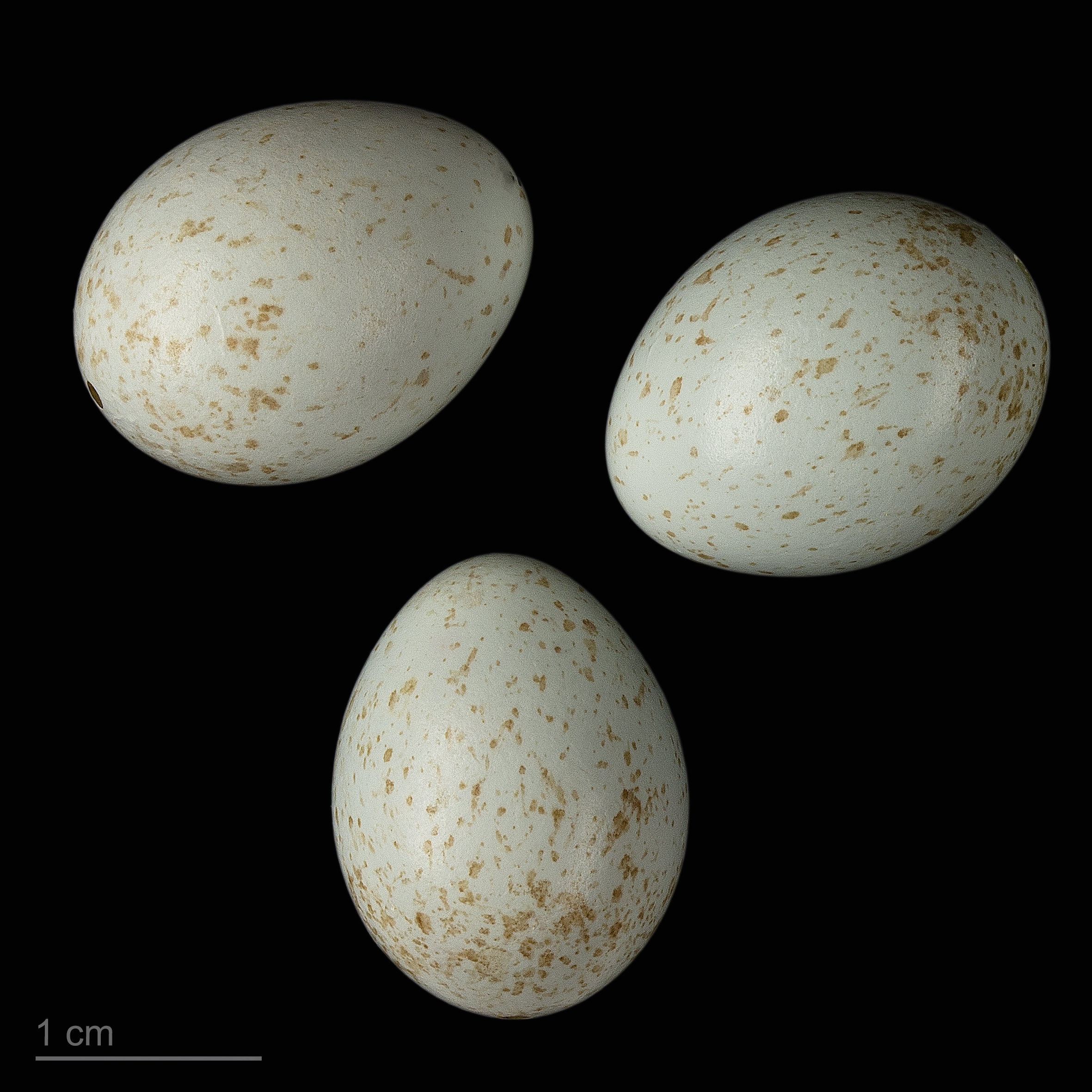
Oenanthe pleschanka, Sammlung Museum von Toulouse

## Verbreitung
Das Verbreitungsgebiet erstreckt sich von Südosteuropa bis in den Westen Asiens. Zum Überwintern zieht der Nonnensteinschmätzer in den Westen Afrikas.

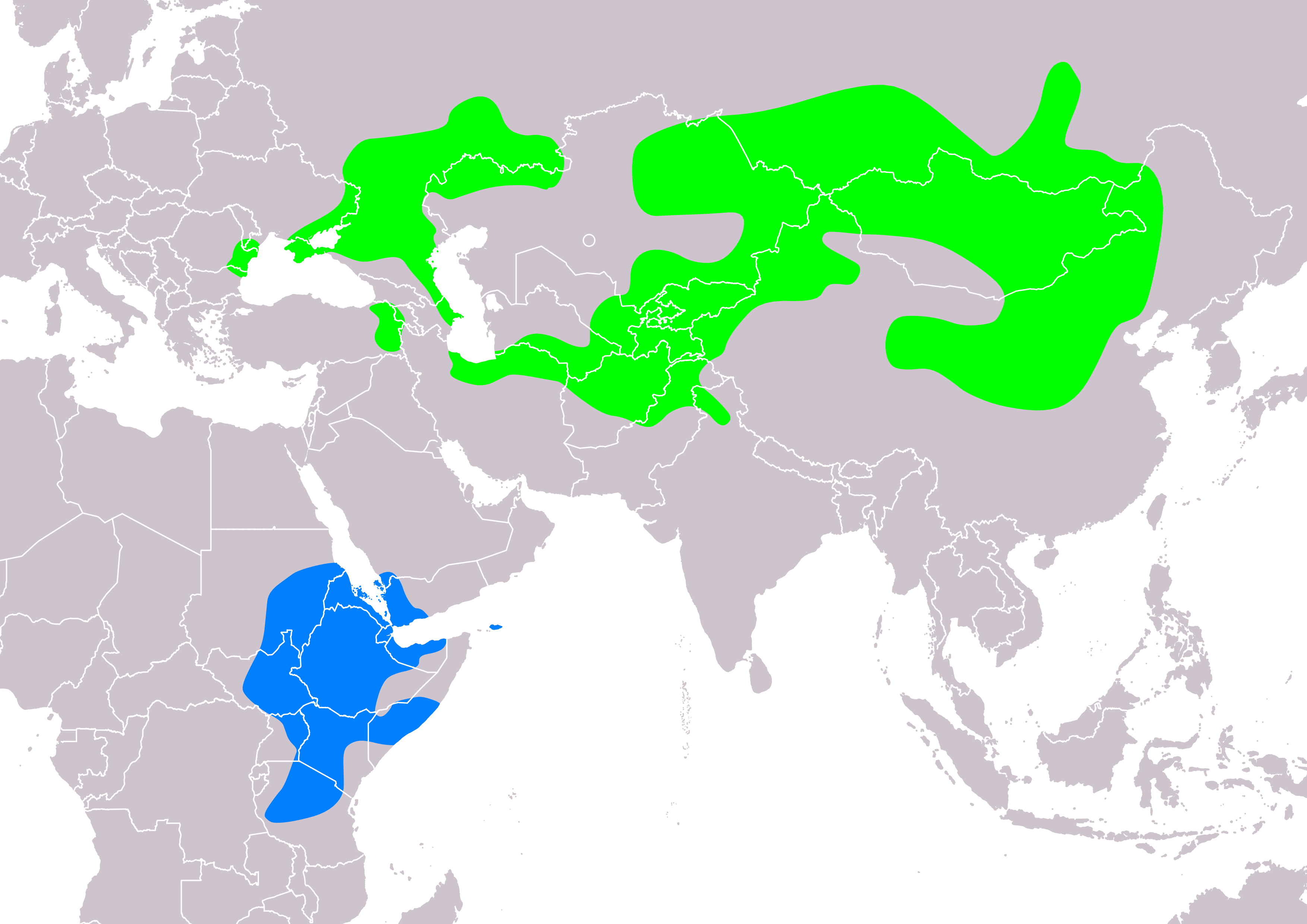
Verbreitung des Nonnensteinschmätzers:
Brutgebiete
Überwinterungsgebiete

## Gefährdung & Population
Der Nonnensteinschmätzer wurde von der IUCN im Jahr 2016 als nicht gefährdet (Least Concern, LC) eingestuft. Diese Einschätzung ist somit seit der ersten Evaluation im Jahr 2000 konstant geblieben und wird als stabil angenommen. In Europa wird die Anzahl der Brutpaare auf 23.700 bis 107.000 geschätzt, was auf 47.500 bis 215.000 adulte Individuen schließen lässt. Europa bildet ca. 10 % der globalen Verbreitung des Nonnensteinschmätzers, weshalb sehr grob von 470.000 bis 2.150.000 adulten Individuen weltweit ausgegangen wird.
Außerdem ist bekannt, dass der Nonnensteinschmätzer in Bulgarien mit dem Steinschmätzer Hybride bildet, was allerdings nicht als ernsthafte Gefahr für die Population angesehen wird.